# Echinomacrurus occidentalis
Echinomacrurus occidentalis es una especie de pez gadiforme de la familia Macrouridae.

## Morfología
Los machos pueden llegar alcanzar los 37 cm de longitud total.

## Hábitat y distribución geográfica
Es un pez de  aguas profundas que vive hasta 4.337 m de profundidad.
Se encuentra en el océano Pacífico suroriental (Perú).